# Серочкі
Серочкі (пол. Seroczki) — село в Польщі, у гміні Закшево Александровського повіту Куявсько-Поморського воєводства.
Населення — 250 осіб (2011).

## Демографія
Демографічна структура станом на 31 березня 2011 року:
|          | Загалом | Допрацездатний вік | Працездатний вік | Постпрацездатний вік |
| -------- | ------- | ------------------ | ---------------- | -------------------- |
| Чоловіки | 126     | 22                 | 87               | 17                   |
| Жінки    | 124     | 24                 | 67               | 33                   |
| Разом    | 250     | 46                 | 154              | 50                   |